# 加布里埃尔·特拉
何塞·路易斯·加布里埃尔·特拉·莱瓦斯（西班牙語：José Luis Gabriel Terra Leivas，1873年8月1日—1942年9月15日）是乌拉圭政治家和律师，1931年至1938年任乌拉圭总统。
特拉就任之初即表示反對1918年憲法，1933年更進一步自我政變成立專制政府。在他任職期間國內有數次示威抗議，特拉將其一一鎮壓。1938年烏拉圭大選使阿尔弗雷多·巴尔多米尔成為新任總統，同年特拉中風導致身體癱瘓，直到1942年去世。